# 25-та окрема бригада охорони громадського порядку (Україна)
25-та бригада охорони громадського порядку імені князя Аскольда (25 ОБрОГП, в/ч 3030) — з'єднання Національної гвардії України. Дислокується в м. Києві. Перебуває у складі Північного оперативно-територіального об'єднання. Входить до складу 12-го армійського корпусу.
Бригада носить ім'я Аскольда — напівлегендарного варязького київського князя IX століття.

## Історія
Наказом командувача НГУ від 2 січня 1992 року, на базі 1-го спеціального моторизованого полку міліції Внутрішніх військ МВС СРСР (в/ч 5403) сформовано 2-й полк НГУ (в/ч 4102), який увійшов до складу 1-ї Київської дивізії.
У зв'язку із загостренням оперативної обстановки в Молдові та з метою запобігання проникнення на Україну зброї з сусідньої держави, полк з 25 травня по 1 серпня 1992 року виконував службово-бойові завдання спільно з прикордонними військами у прикритті кордону України з республікою Молдова в м. Подільську, на той час — м. Котовську Одеської області.
21 липня 1994 року було прийнято Указ Президента України «Про невідкладні заходи щодо посилення боротьби зі злочинністю» [Архівовано 21 січня 2022 у Wayback Machine.], у зв'язку з чим вже в січні 1995 року було прийнято рішення про повернення частин міліції до складу Внутрішніх військ МВС України.
Указом Президента України № 71/95 від 20 січня 1995 р. і наказом КНГУ № 50/8 від 26 січня 1995 року, 2-й полк Національної гвардії було підпорядковано Внутрішнім військам, де його перейменовано в 10-й спеціальний моторизований полк (в/ч 3030).
Згідно з Указом Президента України від 21.07.1994 р., в січні 1995 року, міліцейські частини було повернено до складу ВВ МВС України, а від 6 березня 1995 року полк ніс патрульно-постову службу в 10 районах м. Києва.
Влітку 2001 року військовослужбовці частини виконували завдання щодо забезпечення громадської безпеки під час візиту до України Папи  Римського — Іоанна Павла ІІ.
25 грудня 2003 року 10-й спеціальний моторизований полк міліції ВВ МВС України було переформовано у 25-ту спеціальну моторизовану бригаду міліції ВВ МВС України. Особовий склад частини виконував завдання з охорони громадського порядку, громадської безпеки та боротьби зі злочинністю, брав участь у комплексних оперативно-профілактичних відпрацюваннях, спеціальних операціях. До виконання завдань щодобово залучалося 375 правоохоронців.
Протягом жовтня — грудня 2004 року, під час Помаранчевої революції, особовий склад частини ніс службу у посиленому режимі в м. Києві.
В березні 2005 року військовослужбовці 3-го та 5-го патрульних батальйонів несли службу з охорони громадського порядку у посиленому режимі (цілодобово) в м. Ужгороді та м. Чоп Закарпатської області, в липні 2005 року 4-й патрульний батальйон ніс службу з охорони громадського порядку в містах Чернігові, Ніжині та Прилуки.
У 2012 році особовий склад частини брав участь у забезпеченні охорони громадського порядку під час проведення фінальної частини чемпіонату Європи з футболу.

### Євромайдан
У лютому 2014 року, під час виконання завдань з охорони громадського порядку в урядовому кварталі м. Києва загинули та були навічно внесені до списків військової частини солдат Теплюк Іван Іванович та солдат Третяк Максим Леонідович.
На підставі наказу Міністерства внутрішніх справ України від 8 травня 2014 року № 455 «Про реорганізацію внутрішніх військ МВС України» Положення про Міністерство внутрішніх справ України, затвердженого Указом Президента України від 17 жовтня 2000 року № 1138/2000 припинити дію штату № 02/5513, затвердженого наказом Командувача внутрішніх військ МВС України від 16 травня 2013 № 186, шляхом перетворення 25-ї спеціалізованої бригади міліції внутрішніх військ МВС України (м. Київ) на 25-ту бригаду з охорони громадського порядку Національної гвардії України (м. Київ).
Під час акцій проросійських сепаратистів, прихильників федералізації та приєднання Харківської області до Росії у місті Харкові особовий склад військової частини, спільно з іншими силовими структурами успішно виконав поставлені завдання з охорони громадського порядку та недопущення розповсюдження локального сепаратизму.
З початком збройної агресії Росії на сході України розпочалися ротації військовослужбовців частини в зону проведення АТО. За проявлену мужність та високий професіоналізм, виявлені під час захисту державного суверенітету та територіальної цілісності України старшого солдата Крамаренка Віталія Івановича нагороджено медаллю «За військову службу Україні» (згідно з указом Президента України № 109/2015 від 26 лютого 2015 року)  та солдата Максименко Дениса Сергійовича «За військову службу Україні» (згідно з указом Президента України № 176/2015 від 25 березня 2015 року).
З 8 червня 2015 року військовослужбовці частини забезпечували охорону периметра на території Васильківської нафтобази, під час подолання наслідків пожежі на території нафтобази, що була розташована поруч з бойовим арсеналом.
24 серпня 2015 року під час урочистих заходів до Дня Незалежності України президент України Петро Порошенко вручив командиру військової частини полковнику Володимиру Шелефосту бригаді Бойовий Прапор бригади.

### Вибух гранати під Верховною Радою
31 серпня 2015 року Верховною Радою України у першому читанні відбувався розгляд законопроєкту про внесення змін до Конституції щодо децентралізації влади. На цей самий день декілька політичних сил (Свобода, Радикальна партія Олега Ляшка, Громадська платформа та УКРОП) організували мітинг під Верховною Радою з метою недопущення прийняття згаданого законопроєкту. Крім того, паралельний мітинг проводила Українська асоціація власників зброї з метою прийняття закону про цивільний оббіг зброї та боєприпасів. Під час проведення акцій протесту з натовпу в лави правоохоронців було кинуто бойову гранату, що було кваліфіковано як організований терористичний акт. Внаслідок вибуху було поранено 36 військовослужбовців частини.

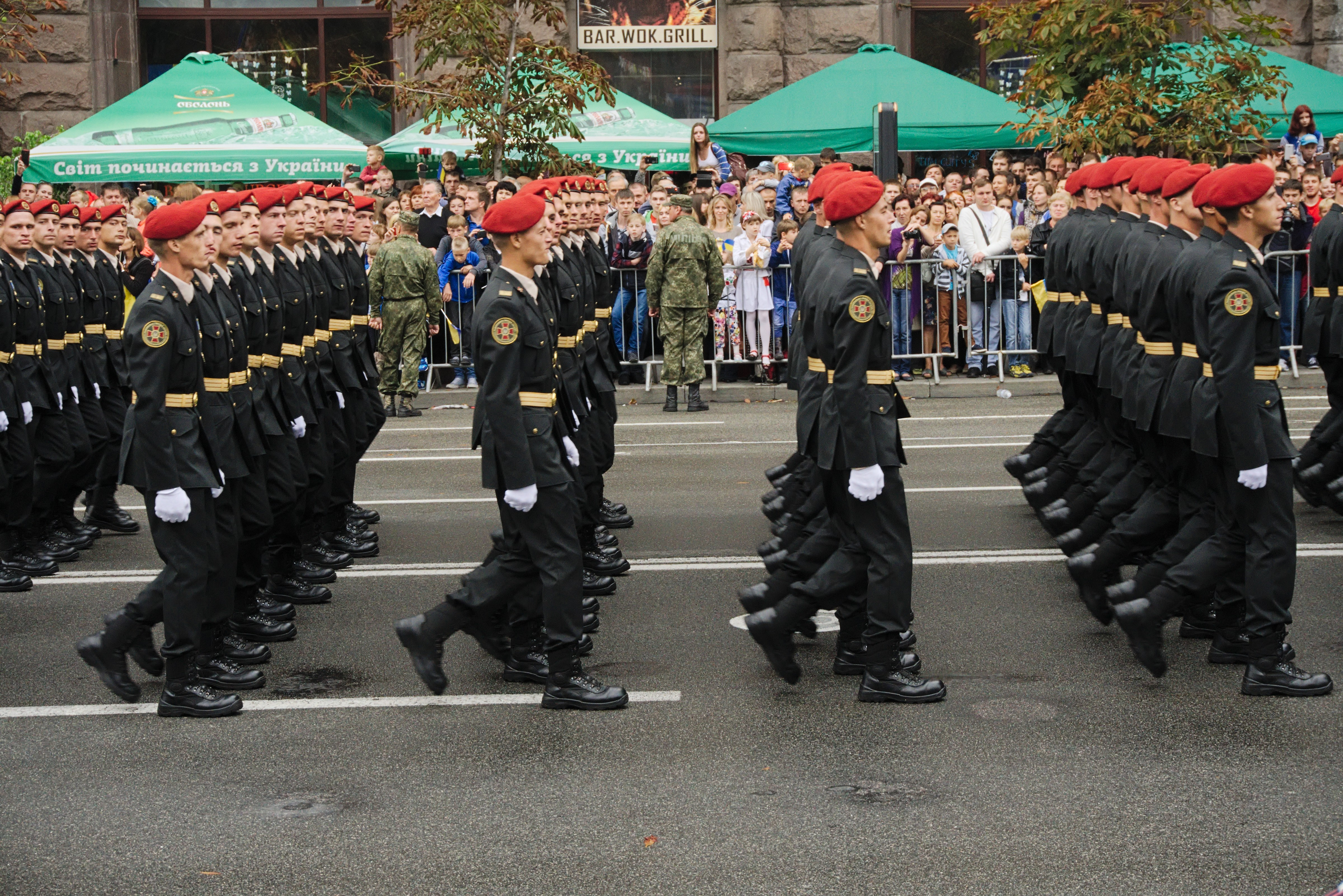
Військовослужбовці 25-ї бригади на параді у Києві. 2016 р.

7—13 травня 2017 року військова частина забезпечувала охорону громадського порядку у Києві під час проходження 62-го пісенного конкурсу «Євробачення 2017», в якому взяли участь представники 42 країн світу.
23 серпня 2021 року, відповідно до Указу Президента України № 422/2021 від 23 серпня 2021 року, ураховуючи бойові заслуги, мужність, високий професіоналізм та зважаючи на зразкове виконання покладених завдань особовим складом 25 бригади охорони громадського порядку Національної гвардії України, бригаді було присвоєно почесне найменування «імені князя Аскольда».
14 жовтня 2021 року у Запоріжжі на острові Хортиця, під час візиту президента України Володимира Зеленського, 25-й бригаді охорони громадського порядку Національної гвардії України надали почесне найменування «імені князя Аскольда» та надалі іменується — 25-та бригада охорони громадського порядку імені князя Аскольда Національної гвардії України. Стрічку з почесним найменуванням отримав командир бригади полковник Віталій Данько.

## Структура
- 1-й патрульний батальйон;
- 2-й патрульний батальйон;
- 3-й патрульний батальйон;
- 4-й патрульний батальйон;
- 5-й патрульний батальйон;
- Спеціальний батальйон почесної варти (СБПВ);
- Рота бойового і матеріально-технічного забезпечення;
- Патрульна рота на автомобілях;
- відділення роботизованих комплексів розвідки[10].

## Командування
- полковник Шелефост Володимир[джерело?]
- полковник Данько Віталій Вікторович (2018)[джерело?]

## Серед відзначених
- капітан Сергій Добровольський

## Втрати
1. Арсенович Дмитро Антонович, старший солдат, стрілець 1-го відділення 1-го патрульного взводу 1-ї патрульної роти 1-го патрульного батальйону. Загинув під час виконання бойового завдання у м. Києві[11]